# الحرب الجمركية الألمانية البولندية

خريطة لبولندا عام 1922 وتظهر الحدود السياسية لها ولدول الجوار خلال فترة ما بين الحربين العالميتين.

كانت الحرب الجمركية الألمانية البولندية صراعًا سياسيًا واقتصاديًا بين الجمهورية البولندية الثانية وجمهورية فايمار، والذي بدأ في يونيو 1925 (بعد وفاة الرئيس الألماني فريدريش إيبرت، المنتمي للحزب الديمقراطي الاجتماعي الألماني، بفترة وجيزة) وانتهى رسميًا في مارس 1934.
```
بدأ النزاع عندما انتهى وضع بولندا كواحدة من أفضل دول الوفاق في التجارة مع ألمانيا. بعد ذلك، قررت برلين رفع قيمة الرسوم الجمركية، التي أثرت في المقام الأول على صناعة الفحم البولندية، وهي أهم صادرات بولندا إلى ألمانيا. في المقابل، رفعت وارسو أيضًا قيمة الرسوم الجمركية على السلع الألمانية.
[
2
]
 كان قصد ألمانيا من الحرب التسبب في انهيار 
اقتصاد بولندا
 والحصول على 
تنازلات سياسية
.
[
1
]
 تضمنت المطالبات أيضًا استرجاع أراضي من بولندا.
[
3
]
```

## الخلفية
في عام 1918، نالت بولندا استقلالها بعد 123 عامًا من الهيمنة الأجنبية. كان اقتصاد الدولة حديثة المنشأ سيئًا، نتيجة لعدة حروب دارت على الأراضي البولندية بين عامي 1914 و1921، ونتيجة لسنوات عديدة من الانقسام بين ثلاث قوى منقسمة. في سنة 1919، انخفض الإنتاج الصناعي في الأراضي البولندية بنسبة 70% مقارنة بعام 1914، وهو ما ترتب عليه مواجهة الحكومة في وارسو لمهام صعبة. انقسمت البلاد إلى أنظمة اقتصادية وسياسية مختلفة، وجرى تداول عدة أنواع من العملات. لم يكن ميناء مدينة دانزيغ الحرة، على بحر البلطيق، جزءًا من بولندا.
عُزلت أراضي بولندا الروسية السابقة، التي كانت قبل سنة 1914 مسؤولة عن 15% من الإنتاج الصناعي للإمبراطورية الروسية، عن الأسواق الشرقية بعد تأسيس الاتحاد السوفيتي. بالإضافة إلى ذلك، دمر انهيار الإمبراطورية النمساوية المجرية العلاقات الاقتصادية بين غاليسيا وبوهيميا في القرن التاسع عشر. كانت فرنسا، أقرب حلفاء بولندا، بعيدة عنها، وكانت التجارة مع باريس محدودة. برزت ألمانيا بوصفها شريكًا تجاريًا رئيسيًا وسوقًا للمنتجات البولندية. في عام 1925، كانت 40% من التجارة الخارجية البولندية مع ألمانيا، وكانت مقاطعات بولندا الغربية الأكثر تطورًا، وهي الجزء البولندي من سيليزيا العليا وبولندا الكبرى وبوميريليا، أكثر اعتمادًا على ألمانيا، جارتها الغربية القوية. حتى عام 1925، كانت سيليزيا العليا البولندية تبيع نصف فحمها إلى ألمانيا، وفي بولندا، كان الطلب على بقية الفحم ضئيلًا لأن الإنتاج الصناعي في الأراضي البولندية كان جزءًا ضئيلًا مما كان عليه، ففي سنة 1921، لم يبلغ مستوى الإنتاج سوى 35% من مستواه في سنة 1913.

## التداعيات
في مواجهة انهيار التجارة الدولية، اضطرت الحكومة البولندية إلى الشروع في برنامج للاستثمار الداخلي، الأمر الذي أسفر عن نمو الإنتاج المحلي. انخفضت معدلات البطالة بفضل برنامج أشغال عامة شامل، يشتمل على عنصرين هامين: بناء ميناء بحر البلطيق الجديد في مدينة غدينيا، وخط الفحم البولندي، وهو عبارة عن وصلة بالسكك الحديدية بين سيليسيا العليا وغدينيا. نظرًا لخسارة الزلوتي الكثير من قيمته، أصبح تصدير الفحم البولندي إلى الدول الاسكندنافية مربحًا.
من المفارقات أن الحرب كان لها بعض النتائج الإيجابية. وجدت بولندا شركاء تجاريين جدد، وجرى تعجيل برنامج تحديث البلاد. تمتع أيضًا ميناء غدينيا بنمو ديناميكي. في الوقت نفسه، أدى تزايد الفقر والبطالة إلى الإضرابات والمظاهرات، وكان المناخ السياسي متطرفًا. كانت إحدى نتائج الحرب انقلاب مايو 1926، الذي قام به يوزف بيوسودسكي.
بالنسبة لألمانيا، لم يكن للحرب الجمركية أثر يذكر، إذ كان حجم الصادرات إلى بولندا يشكل نحو 4% إلى 5% من التجارة الدولية الألمانية.